# جو غامبل
جو غامبل (بالإنجليزية: Joe Gamble)‏ (14 يناير 1982 بكورك في جمهورية أيرلندا - ) هو لاعب كرة قدم أيرلندي في مركز الوسط. شارك مع منتخب جمهورية أيرلندا تحت 17 سنة لكرة القدم ومنتخب جمهورية أيرلندا تحت 21 سنة لكرة القدم وRepublic of Ireland national football B team ‏ ومنتخب جمهورية أيرلندا لكرة القدم. أما مع النوادي، فقد لعب مع بروناي دي بي إم إم ونادي بارنت ونادي ريدنغ ونادي كرولي تاون ونادي كورك سيتي ونادي هارتلبول يونايتد ونادي يميريك ودوري أيرلندا الحادي عشر ‏.

## مسيرته الكروية
لعب جو غامبل خلال مسيرته الاحترافية مع 7 أندية في عشرون موسمًا وسجل خلالها 13 هدفًا ضمن 350 مباراة. حيث فاز في موسم واحد بالكأس وفي موسمين بالدوري.
خاض جو غامبل مسيرته مع نادي كورك سيتي في موسم 1999–00 في المرة الأولى لمدة موسم واحد ثم في موسم 2004 ليلعب معه ستة مواسم، مشاركًا طوالها في 142 مباراة سجل خلالها 4 أهداف. ثم انتقل إلى نادي كرولي تاون في موسم 2000–01 لمدة موسم واحد، حيث لم يشارك في أي مباراة ولم يسجل أي هدف. لينتقل بعدها إلى نادي ريدنغ في موسم 2001–02 ولمدة موسمين، مشاركًا في 7 مباريات ولم يسجل أي هدف أيضًا. ثم انتقل إلى نادي بارنت في موسم 2003–04 لمدة موسم واحد، مشاركًا في 40 مباراة سجل خلالها هدفًا واحدًا. هذا وانتقل لاحقًا إلى نادي هارتلبول يونايتد في موسم 2009–10 ولمدة موسمين، مشاركًا في 52 مباراة سجل خلالها 3 أهداف. ثم انتقل بعدها إلى نادي يميريك في موسم 2011 واستمر معه طيلة ثلاثة مواسم، مشاركًا في 61 مباراة سجل خلالها 4 أهداف. ليعود وينتقل من جديد، لكن هذه المرة إلى نادي بروناي دي بي إم إم في موسم 2014 واستمر معه طيلة ثلاثة مواسم، مشاركًا في 48 مباراة سجل خلالها هدفًا واحدًا.

## وصلات خارجية
- جو غامبل على موقع قاعدة بيانات كرة القدم.إي يو (الإنجليزية)
- جو غامبل على موقع ناشيونال فوتبول تيمز (الإنجليزية)
- جو غامبل على موقع Soccerbase.com (لاعب) (الإنجليزية)
- جو غامبل على موقع Soccerway.com (الإنجليزية)